# Shu Qun
Dans ce nom chinois, le nom de famille, Shu, précède le nom personnel Qun.
Shu Qun (chinois simplifié : 舒群 ; né en 1958 dans la province de Jilin) est un artiste peintre chinois et membre fondateur du Northern Art Group.

## Biographie
Shu Qun étudie l'art à la Lu Xun Academy of Fine Arts (en) et en sort diplômé en 1982. Deux ans plus tard, en 1984, il fonde avec d'autres artistes le Northern Art Group.
L'artiste suit le concept de « Culture Froide » (« Cold Culture » ou Handai wenhua) et présente ainsi des œuvres en fort contraste avec la peinture chinoise traditionnelle. Les émotions sont souvent absentes de ses tableaux,.

## Œuvres
- Identity Voice - Rigorous Religious Dialogue n°3, huile sur toile (200x170) 1992 (Ullens Center for Contemporary Art de Pékin)